# Río Valle (Río Huallaga)
Der Río Valle ist ein etwa 34 km langer linker Nebenfluss des Río Huallaga in der Provinz Mariscal Cáceres der Region San Martín im zentralen Norden Perus.

## Flusslauf
Der Río Valle entspringt an der Ostflanke der peruanischen Zentralkordillere im Südwesten des Distrikts Campanilla. Das Quellgebiet liegt auf einer Höhe von etwa 2000 m an der Wasserscheide zum weiter südlich fließenden Río Sion. Der Río Valle fließt anfangs 7 km nach Norden und wendet sich anschließend nach Nordosten und behält diesen Kurs bis zu seiner Mündung grob bei. Der Río Valle mündet schließlich auf einer Höhe von ungefähr 347 m in den Río Huallaga, weniger Meter oberhalb der Mündung des weiter nördlich verlaufenden Río Chilpus. Der Río Huallaga kommt von Süden und wendet sich unmittelbar unterhalb der Mündungsstelle von Río Valle und Río Chilpus nach Nordosten und durchschneidet auf den folgenden Kilometern einen in NNW-SSO-Richtung verlaufenden Höhenkamm. Etwa einen Kilometer südlich der Mündung befindet sich am linken Flussufer des Río Huallaga die Siedlung El Valle.

## Einzugsgebiet
Der Río Valle entwässert ein Areal von etwa 70 km². Dieses liegt vollständig im Distrikt Campanilla. 
Das Einzugsgebiet bildet einen etwa 21,5 km langen in Nordost-Richtung ausgerichteten Schlauch mit einer mittleren Breite von etwas mehr als 3 km. Das Gebiet wird von folgenden benachbarten Einzugsgebieten umschlossen: im Südosten von dem der Quebrada Ancholma, im Südwesten von den Einzugsgebieten von Río Sion und Río Chambirayacu sowie im Nordwesten und im Norden von dem des Río Chilpus.

## Ökologie
Das Einzugsgebiet des Río Valle ist größtenteils mit Bergregenwald bedeckt. Entlang dem Unterlauf des Río Valle wurden kleinere Parzellen gerodet und zu landwirtschaftlichen Nutzflächen umgewandelt.